# Mixx Inn

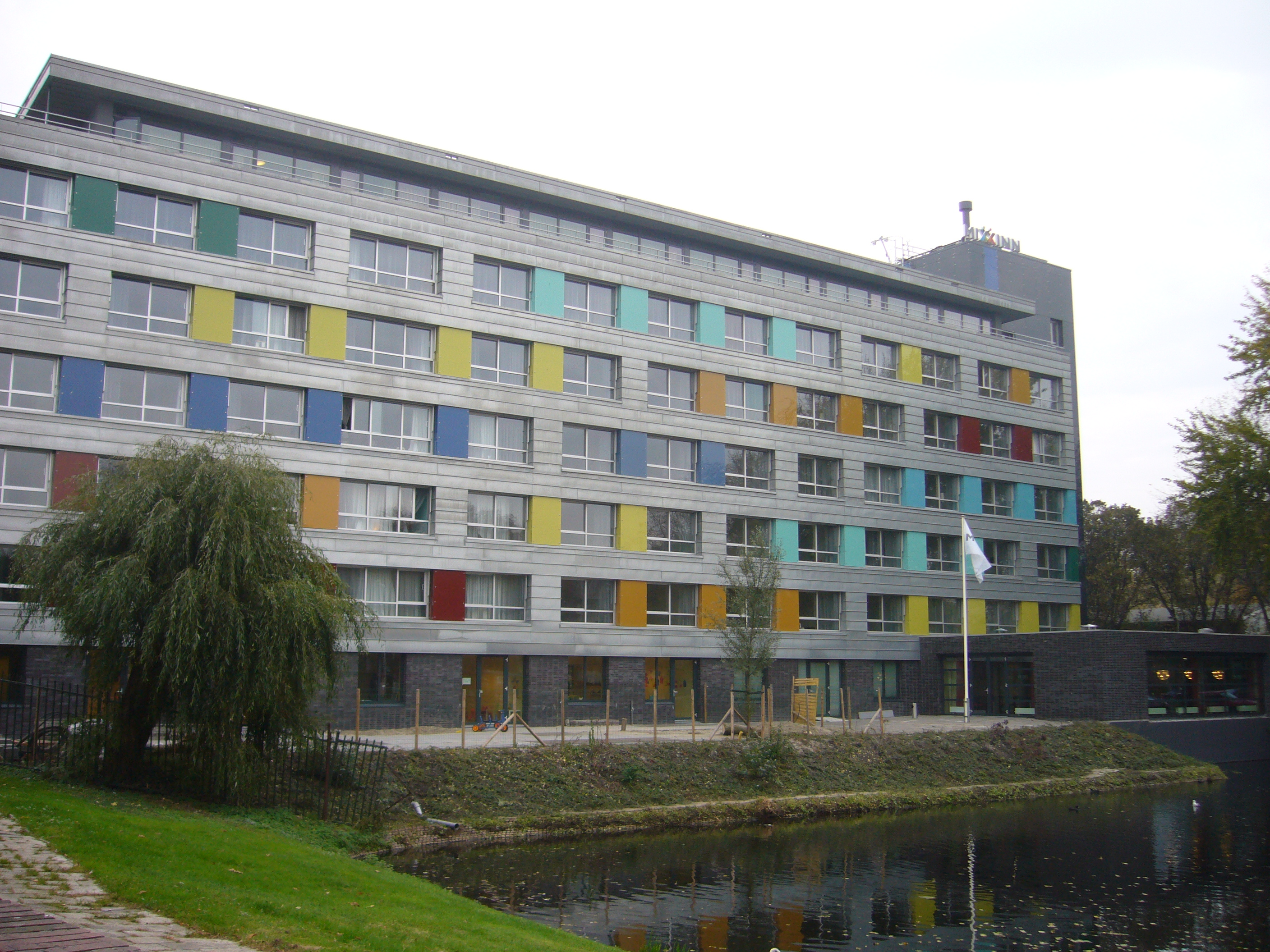
Mixx Inn

Mixx Inn is de nieuwe naam van het voormalige bejaardentehuis Vijverzicht aan de Zichtenburglaan in de wijk Bouwlust in Den Haag.
Nadat het voormalige bejaardenhuis bijna tien jaar had leeggestaan werd het in 2008-2009 onder leiding van architect Hans Gijzen gerenoveerd. Haag Wonen investeerde er € 12.000.000 in. De buitenkant werd met zink en gekleurde glasplaten gemoderniseerd, waarna dezelfde kleuren aan de binnenzijde werden voortgezet. Iedere verdieping en woonunit kreeg een eigen kleur.
Mixx Inn is nu een multifunctioneel woon- en werkgebouw voor met name jong volwassenen. Deze worden begeleid door onder meer Parnassia, Gemiva, RIBW, stichting LUNA, in samenwerking met het JIT (Jeugd Interventie Team). Voor jongeren in opleiding wordt nauw samengewerkt met het ROC Mondriaan en de TU-Delft. Er zijn nu 115 gemeubileerde shortstaywoonunits en twintig hotelkamers. Op de begane grond is een restaurant waar ook buurtbewoners welkom zijn. Er is ook een kinderopvang en een activiteitencentrum voor mensen met een beperking.
Mixx Inn werd in 2009 voorgedragen voor de Nieuwe Stad Prijs en beloond met de eerste prijs.
Sinds 2019 biedt het Hotel onderkomen aan werknemers van Intrixo BV. De hotelkamers en woonunits zijn omgebouwd tot kamers gericht op kort verblijf.